# Maison de poupée
Pour les articles homonymes, voir Maison de poupée (homonymie).

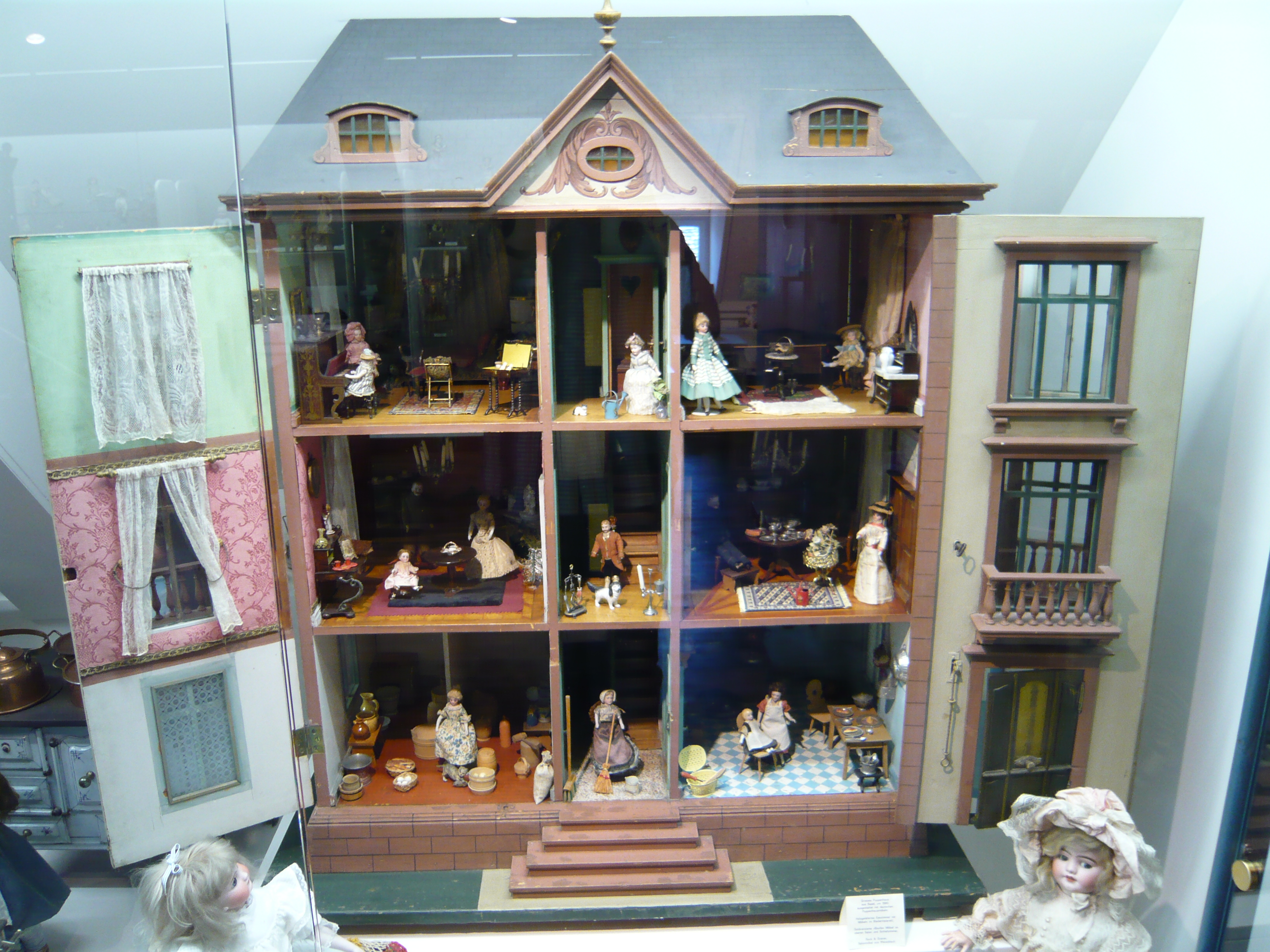
Maison de poupée du musée du jouet de Zurich.

Une maison de poupée est une maison fabriquée en modèle réduit, afin d'accueillir des poupées. Bien qu'elles soient initialement destinées à servir de jeu pour les enfants, leur construction et leur collection sont également devenues un passe-temps pour certains adultes.
L'histoire des maisons de poupées modernes remonte aux vitrines de miniatures du XVIe siècle en Europe qui montraient des intérieurs idéalisés. Des maisons de poupée plus petites, avec des intérieurs plus réalistes, sont ensuite apparues en Europe au XVIIIe siècle. Elles étaient fabriquées à la main, mais après la Révolution industrielle et la Seconde Guerre mondiale, des usines ont commencé à fabriquer en masse des maisons de poupée plus standardisées et moins chères.
De nos jours, les maisons de poupées pour enfants sont généralement à l'échelle 1:18, tandis que les maisons destinées aux adultes sont à l'échelle 1:12.

## Histoire
Les maisons miniatures contenant des meubles et des habitants à leur taille existent depuis des milliers d'années. Les premiers exemples connus remontent aux tombes égyptiennes de l'Ancien Empire datant de près de 5 000 ans. Des modèles réduits en bois de serviteurs, de meubles, de bateaux, de bétail et d'animaux domestiques étaient placés dans les tombes, dans une optique religieuse.

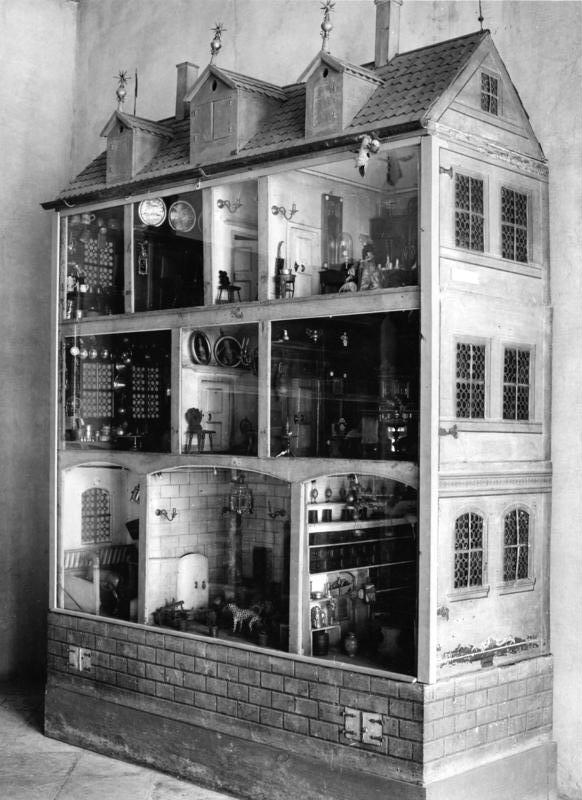
Une maison de poupée du XVIIe siècle à Nuremberg (Allemagne).

Les débuts des maisons de poupées européennes remontent au XVIe siècle, sous la forme de vitrines de miniatures représentant différentes pièces. Elles montraient des intérieurs idéalisés, contenant des meubles et des accessoires très détaillés. Ces vitrines, qui incluaient des détails architecturaux et étaient remplies de miniatures, étaient uniquement destinées aux adultes. Elles étaient interdites aux enfants, non pour leur sécurité mais pour ne pas abîmer les vitrines. Ces vitrines étaient des trophées et des objets de collection, possédés par les femmes riches de Hollande, d'Angleterre et d'Allemagne qui avaient les moyens de se les offrir : entièrement meublées, elles valaient parfois le prix d'une vraie maison.
Des maisons plus petites, avec des extérieurs plus réalistes, comme la maison Tate (Tate House) apparurent en Europe au XVIIIe siècle.
Les premières maisons de poupées européennes étaient uniques, fabriquées sur commande par des artisans. Mais avec la Révolution industrielle, des usines de production de masse de jouets apparurent, et produisirent parmi d'autres jouets des maisons de poupées, ainsi que les meubles et les miniatures destinées à les remplir. Parmi ces entreprises, on peut citer en Allemagne Christian Hacker, Moritz Gottschalk, Elastolin et Moritz Reichel ; en Angleterre, Siber & Fleming, Evans & Cartwright et Lines Brothers (devenu par la suite Tri-ang). À la fin du XIXe siècle, des maisons de poupées furent produites aux États-Unis par The Bliss Manufacturing Company. En France, Villard & Weill ont fabriqué des maisons de poupées durant le premier quart du XXe siècle.

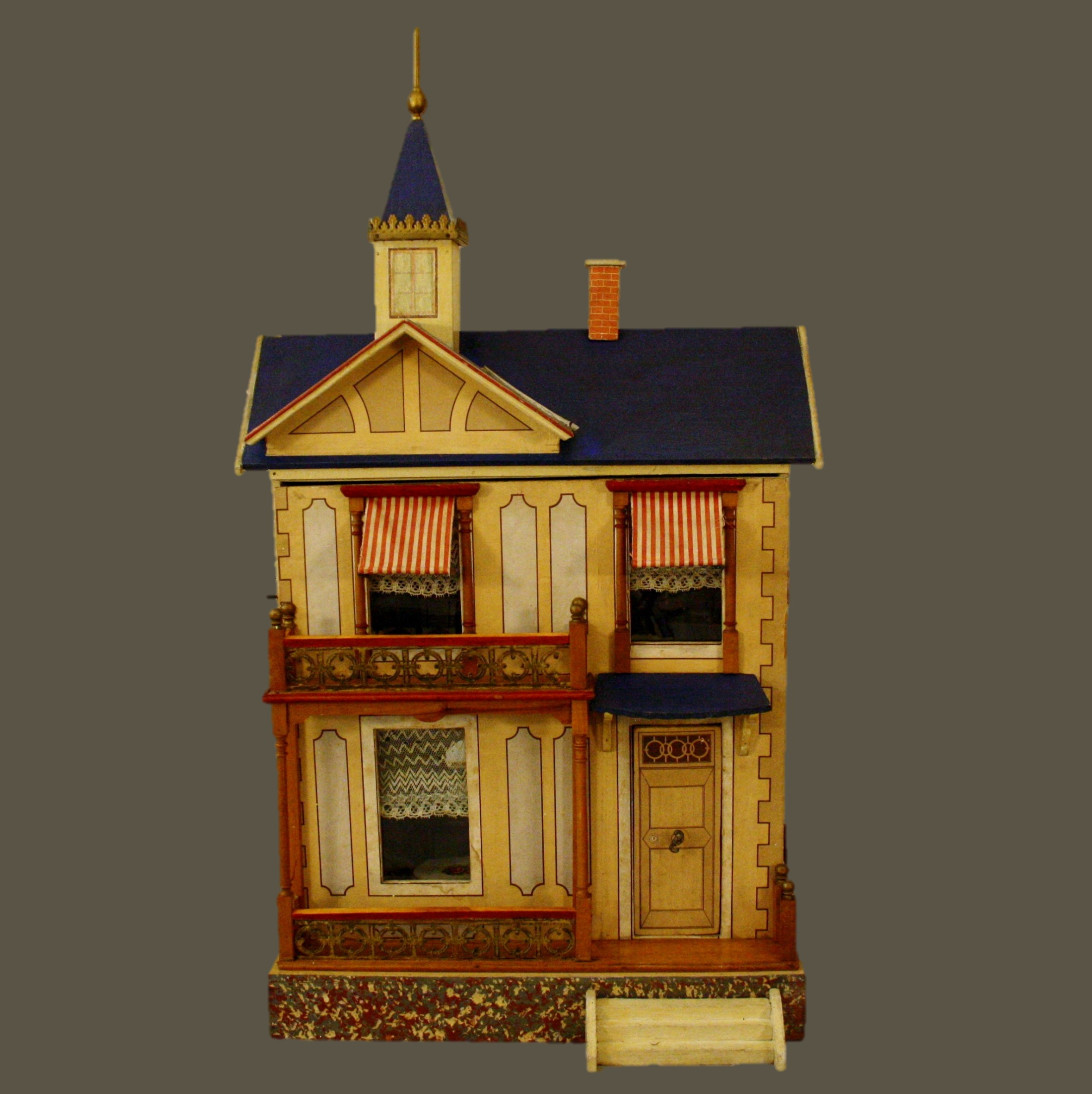
Une maison de poupées Deauville, Villard & Weill, France.

Jusqu'à la Première Guerre mondiale, les maisons de poupée et les miniatures les plus recherchées venaient d'Allemagne. Parmi les fabricants de miniatures notables se trouvaient Märklin et Rock & Garner. Leurs produits étaient vendus en Europe centrale, mais aussi exportés vers la Grande-Bretagne et l'Amérique. Dès le début du XXe siècle, le fabricant français Villard & Weill, basé à Lunéville, au nord-est de la France, a lui aussi fabriqué massivement des maisons de poupées meublées, connues sous le nom de Maisons Deauville; il a reçu de nombreux prix aux expositions universelles de Paris, Sydney (Australie) et Saint-Louis (États-Unis) et concurrençait les fabricants allemands. Cependant, la Première Guerre mondiale, la défaite allemande et la destruction des usines Villard & Weill par l'armée allemande, ralentirent sérieusement la production et l'exportation tant allemande que française, ce qui favorisa l'émergence de fabricants dans d'autres pays.

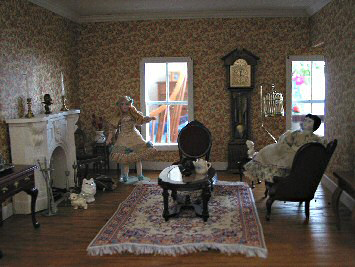
Salon d'une maison de poupée du Maine (États-Unis).

En 1917, la compagnie TynieToys à Providence, Rhode Island, commença la fabrication de répliques d'anciennes maisons américaines et de meubles à une échelle uniforme. D'autres entreprises américaines se créèrent au début du XXe siècle, comme Roger Williams Toys, Tootsietoy, Schoenhut et Wisconsin Toy Co. Le Japon commença également à fabriquer des maisons de poupées, d'après les modèles allemands.

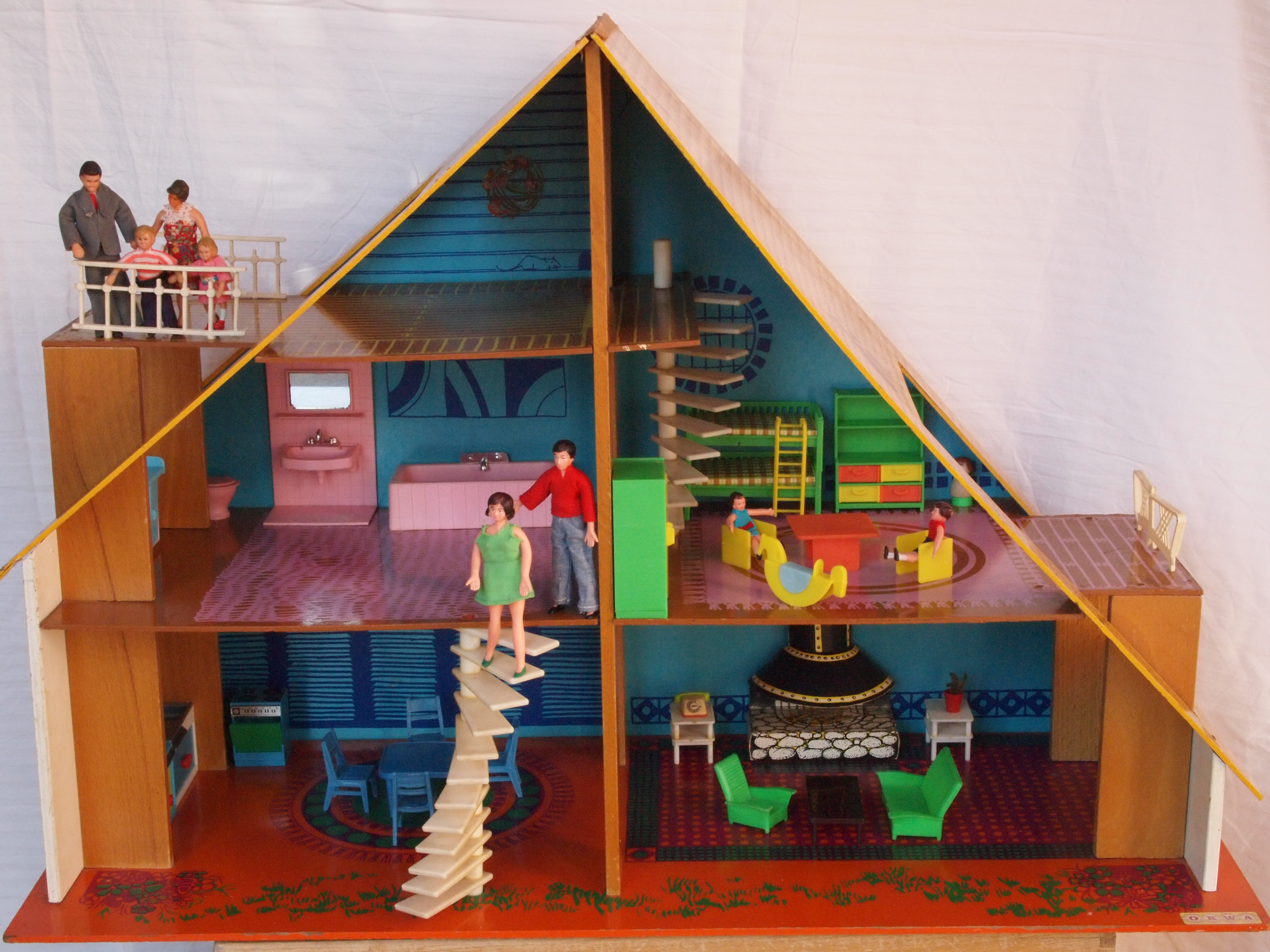
Maison de poupée de 1974, en bois et plastique, produite en Allemagne de l'Ouest à l'échelle des maisons suédoises de la marque Lundby.

Après la Seconde Guerre mondiale, les maisons de poupées furent produites en quantités beaucoup plus grandes, avec moins de détails. Dans les années 1950, les maisons de poupées du commerce étaient en métal peint et remplies de meubles en plastique. Ces maisons n'étaient pas chères, si bien qu'elles étaient abordables pour la plupart des petites filles des pays développés qui ne subissaient pas de lourde reconstruction à la suite de la guerre.
Vers 1960, la marque suédoise Lundby (en), qui existe depuis 1947, popularise les maisons de poupées en bois produites en série et électrifiées, à l'échelle 1/16 puis 1/18, notamment le modèle « Gothenburg » à double pente asymétrique, dont la décoration intérieure est contemporaine,.

## Collections
Les maisons de poupées sont disponibles sous différentes formes, allant de la maison toute faite et entièrement décorée à la maison entièrement fabriquée au choix du client. Il existe également des maisons à monter et à peindre soi-même ; les maisons les plus simples peuvent être faites de simples boîtes assemblées pour représenter les pièces.

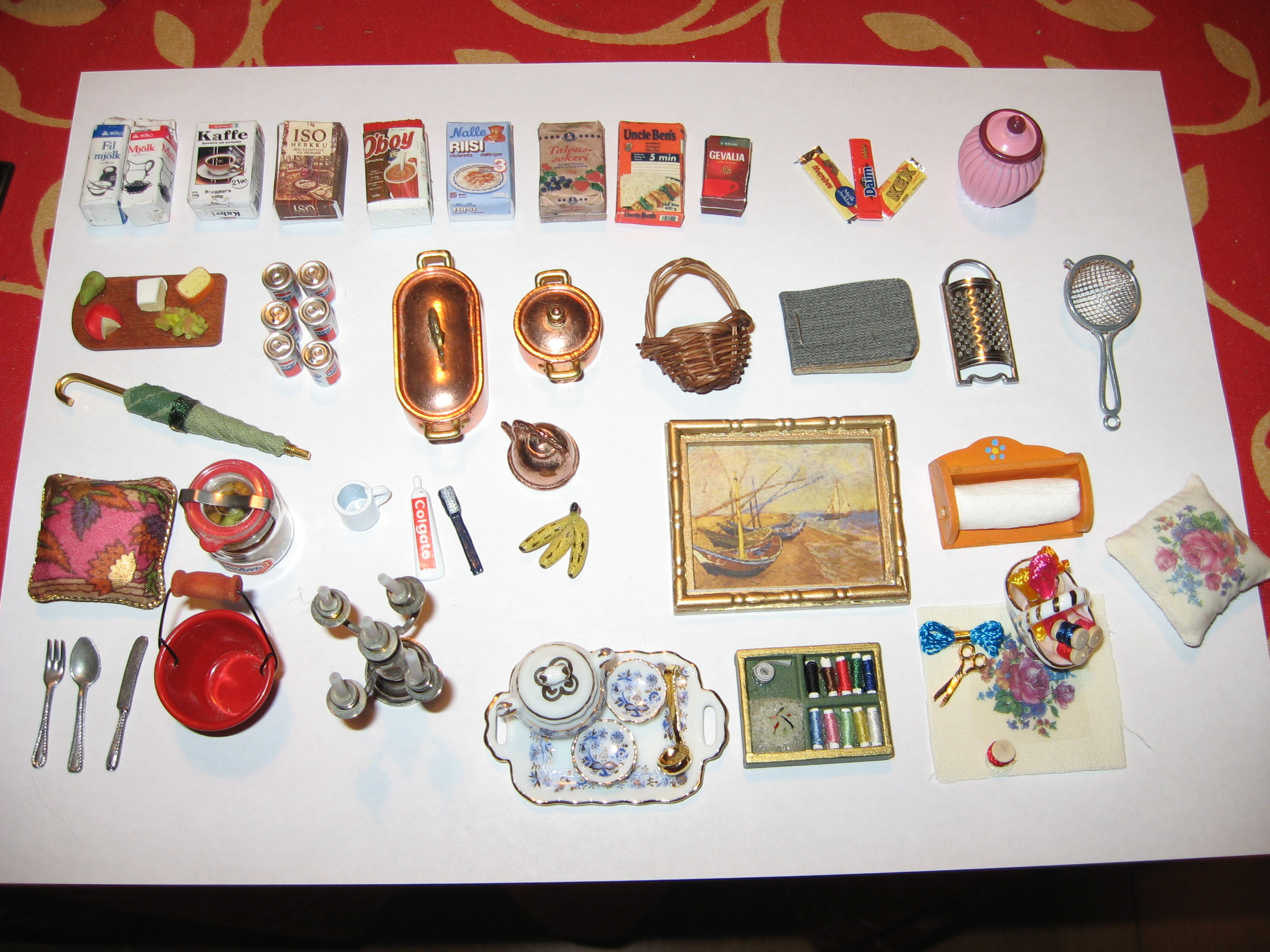
Exemples de miniatures à l'échelle 1:12.

Les miniatures utilisées pour décorer ces maisons représentent des meubles, des décorations d'intérieur, des poupées et d'autres objets comme des livres ou des horloges. Elles sont disponibles dans le commerce, mais elles peuvent également être faites à la main.
Il existe des foires aux miniatures organisées par différents producteurs, où les vendeurs et les artisans exposent et vendent leurs miniatures. Des ateliers de fabrication de miniatures sont souvent organisés pendant ces foires. Des blogs, sites et forums sur Internet rassemblent des communautés de collectionneurs et de fabricants de miniatures, qui partagent également des images de leurs créations en ligne.

## Construction

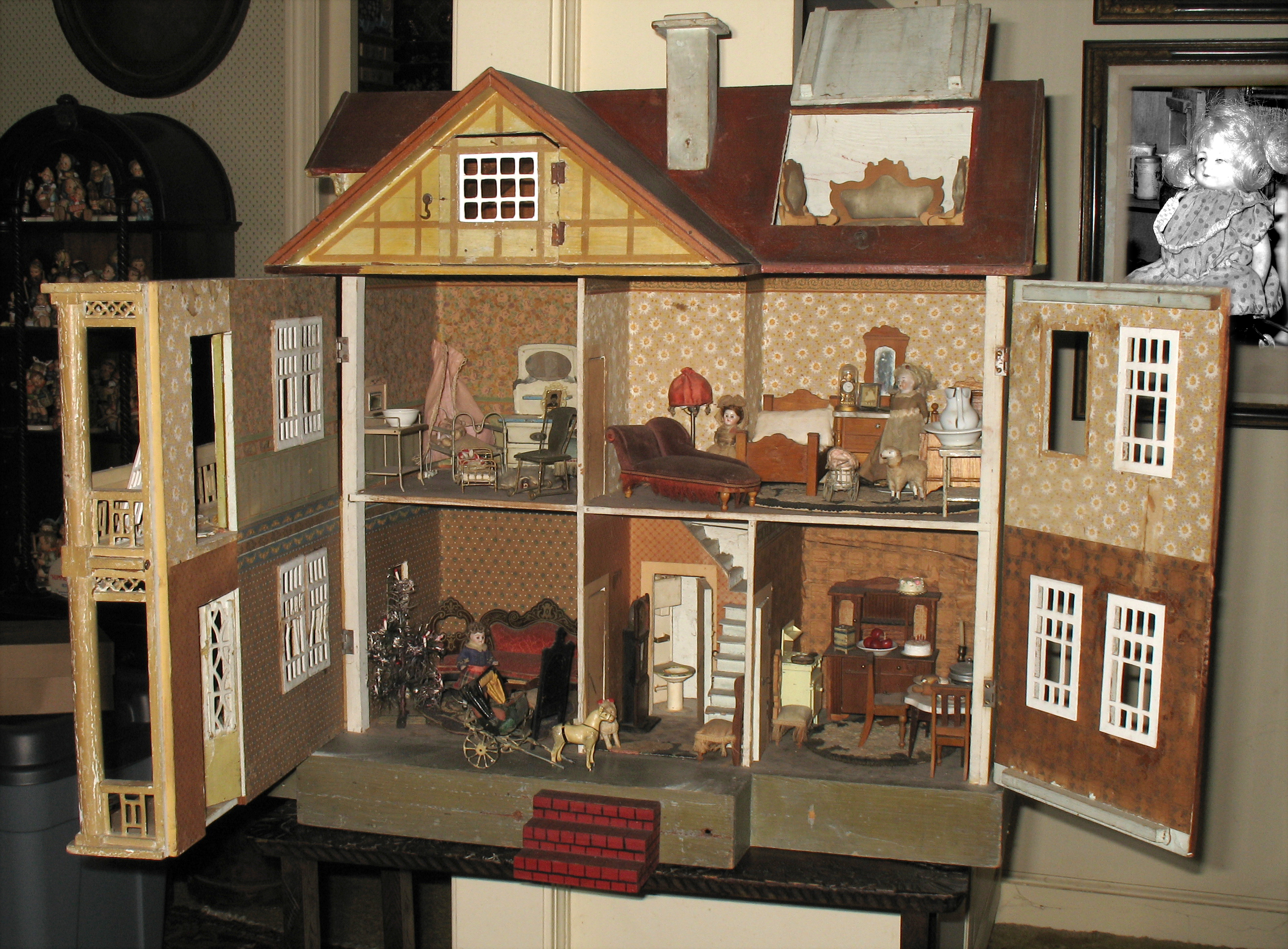
Ancienne maison de poupée anglaise.

Les maisons de poupée des États-Unis ont généralement l'arrière ouvert et une façade fermée et décorée, tandis que celles de Grande-Bretagne ont souvent une façade montée sur des gonds qui s'ouvre pour accéder aux pièces.
Au cours du XXe siècle, les maisons de poupée pour enfants ont été fabriquées dans divers matériaux, comme le métal (généralement l'acier), la fibre, le plastique et le bois. À l'exception de ceux de Lundby, les meubles à l'échelle 2/3 sont fabriqués le plus souvent en plastique.
Les maisons actuelles en kit ou toutes faites sont souvent en contreplaqué ou en panneau de fibres à densité moyenne. Certaines maisons en kit utilisent du contreplaqué plus fin et les éléments sont tenus ensemble par un système de picots et de trous maintenus avec de la colle. Ces maisons sont légères et faciles à monter, mais nécessitent d'être peintes ou recouvertes d'un revêtement pour avoir l'air réalistes. D'autres kits sont faits de contreplaqué ou de panneaux de fibres plus lourds, assemblés avec des clous et de la colle.

## Échelles standard

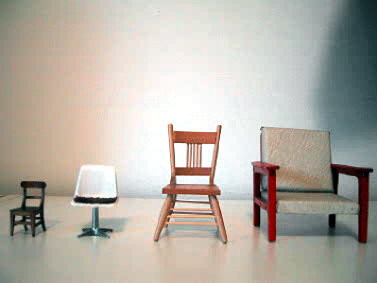
Des chaises miniatures à différentes échelles.

Les anciennes maisons de poupée avaient rarement des échelles uniformes, même entre les contenus d'une même maison. Des entreprises ont créé des lignes complètes de meubles miniatures au XIXe siècle, mais ces produits ne respectaient pas toujours une échelle stricte.
La plupart des maisons de poupées pour enfants du XXe siècle et du XXIe siècle sont à l'échelle 1:18 et sont fabriquées par des entreprises comme Lundby (en Suède), Renwal, Plasco, Marx, Petite Princess, T. Cohn (aux États-Unis), Caroline's Home, Barton, Dol-Toi et Triang (en Grande-Bretagne). Quelques fabricants utilisent l'échelle 1:16.
Pour les maisons de poupée destinées aux adultes, l'échelle la plus souvent utilisée est 1:12. Il existe également des échelles plus petites, qui sont surtout utilisées aux États-Unis. Des miniatures à l'échelle 1:24 étaient fabriquées pour les maisons de poupée Marx dans les années 1950, mais elles ne sont devenues largement disponibles qu'en 2002 ; en même temps, des échelles encore plus petites sont devenues populaires comme le 1:48, ou même le 1:144, surnommé « maison de poupée pour maison de poupée ».
En Allemagne, au milieu du XXe siècle, l'échelle 1:10 s'est imposée grâce au système métrique. Les maisons de poupée produites actuellement en Allemagne sont plus proches du 1:10 que du 1:12.
La taille standard la plus grande pour une maison de poupée est l'échelle 1:6, dite « Playscale », qui convient aux poupées Barbie, Blythe et aux autres poupées de taille équivalente.

## Musées
Il existe des musées consacrées aux maisons de poupée. Le plus grand du genre est le musée de la Maison de Poupée (Puppenhausmuseum) de Bâle, en Suisse.
Le Rijksmuseum d’Amsterdam expose la maison de poupée de l’épouse d’un riche marchand de soie d’Amsterdam, Petronella Oortman, datant de 1686-1705 et qui a inspiré le roman Miniaturiste à Jessie Burton. Selon le musée, elle aurait dépensé plus de 20 000 florins dans cette maison, ce qui représentait le prix d’une vraie maison sur les canaux d’Amsterdam à l’époque. La maison présente une buanderie, une cuisine et des chambres très détaillées.
La Tate House, une maison de poupée anglaise de 1760, est exposée au musée de l'enfance de Londres.

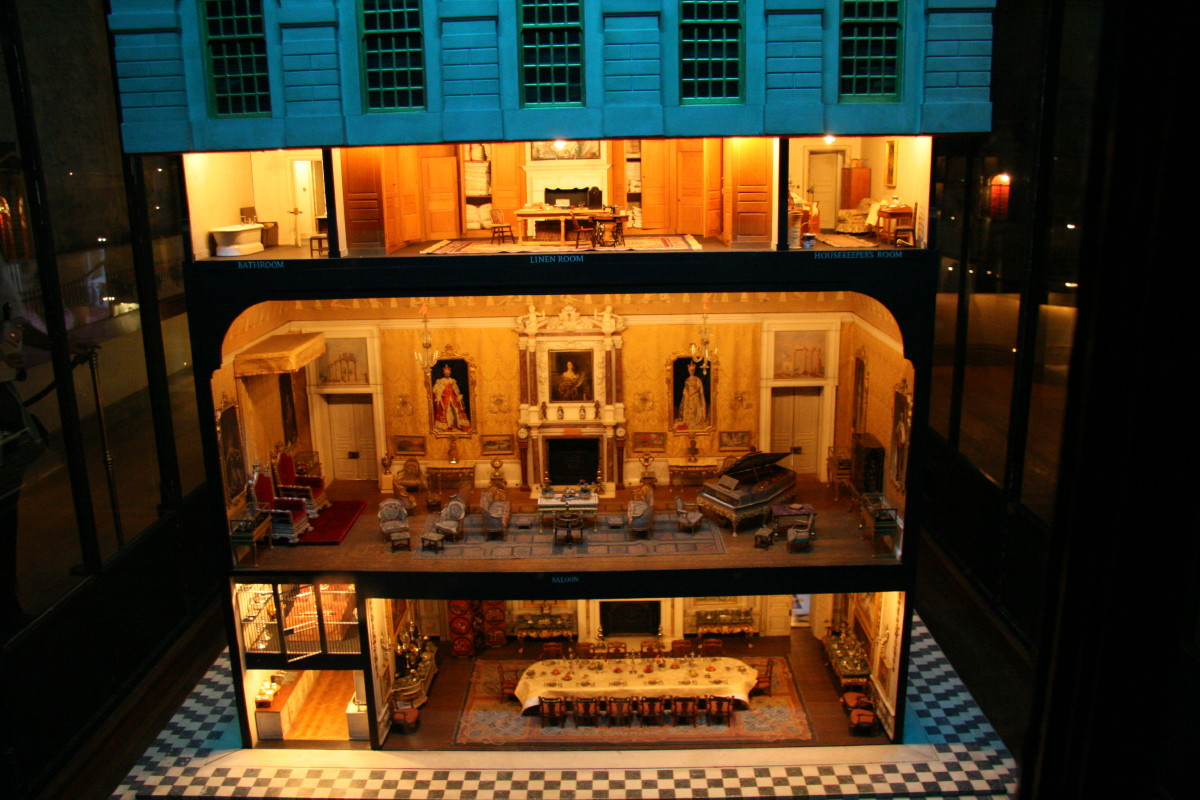
Intérieur de la maison de poupée de la Reine Mary.

Une des plus célèbres maisons de poupées anglaises est celle de la Reine Mary, fabriquée en 1924 par Sir Edwin Lutyens, et actuellement exposée au château de Windsor. La maison contient tout un système de plomberie et de lumières fonctionnelles, et contient des miniatures représentant les meubles les plus luxueux et les plus modernes de l'époque. Des écrivains comme Arthur Conan Doyle et Rudyard Kipling ont fabriqué pour cette maison des livres spéciaux, écrits et reliés à l'échelle.
Le château d'Egeskov au Danemark abrite le Titania's Palace, un château miniature de dix-huit pièces et salons construit par James Hicks & Sons, des artisans irlandais, pour Sir Nevile Wilkinson entre 1907 et 1922.
À Tampere en Finlande, le musée Moomin (Muumilaakso) contient une maison de poupée sur le thème des Moomins créés par Tove Jansson. La maison, créée par Tove Jansson, Tuulikki Pietilä et Pentti Eistola, a été donnée à la ville de Tampere. Le musée contient également plusieurs pièces miniatures contenant les personnages de Moomin, fabriquées par Tuulikki Pietilä.
Le musée de l'enfance situé au château de Malahide à Dublin abrite Tara's Palace, une maison de poupée de vingt-deux pièces fabriquées par Ron McDonnell en 1978 après avoir échoué à rapporter Titania's Palace en Irlande. La maison contient de précieuses miniatures anciennes.
La maison de poupée de Colleen Moore, Fairy castle, est exposée au musée des sciences et de l'industrie de Chicago depuis les années 1950.
Les soixante-huit pièces de maisons de poupée Thorne Rooms, chacune sur un thème différent, ont été conçues par Narcissa Niblack Thorne et leurs meubles ont été fabriqués par des artisans dans les années 1930 et 1940. Elles sont actuellement exposées à l'Art Institute of Chicago, le Phoenix Art Museum et le Knoxville Museum of Art.

## Maisons de poupées dans la culture

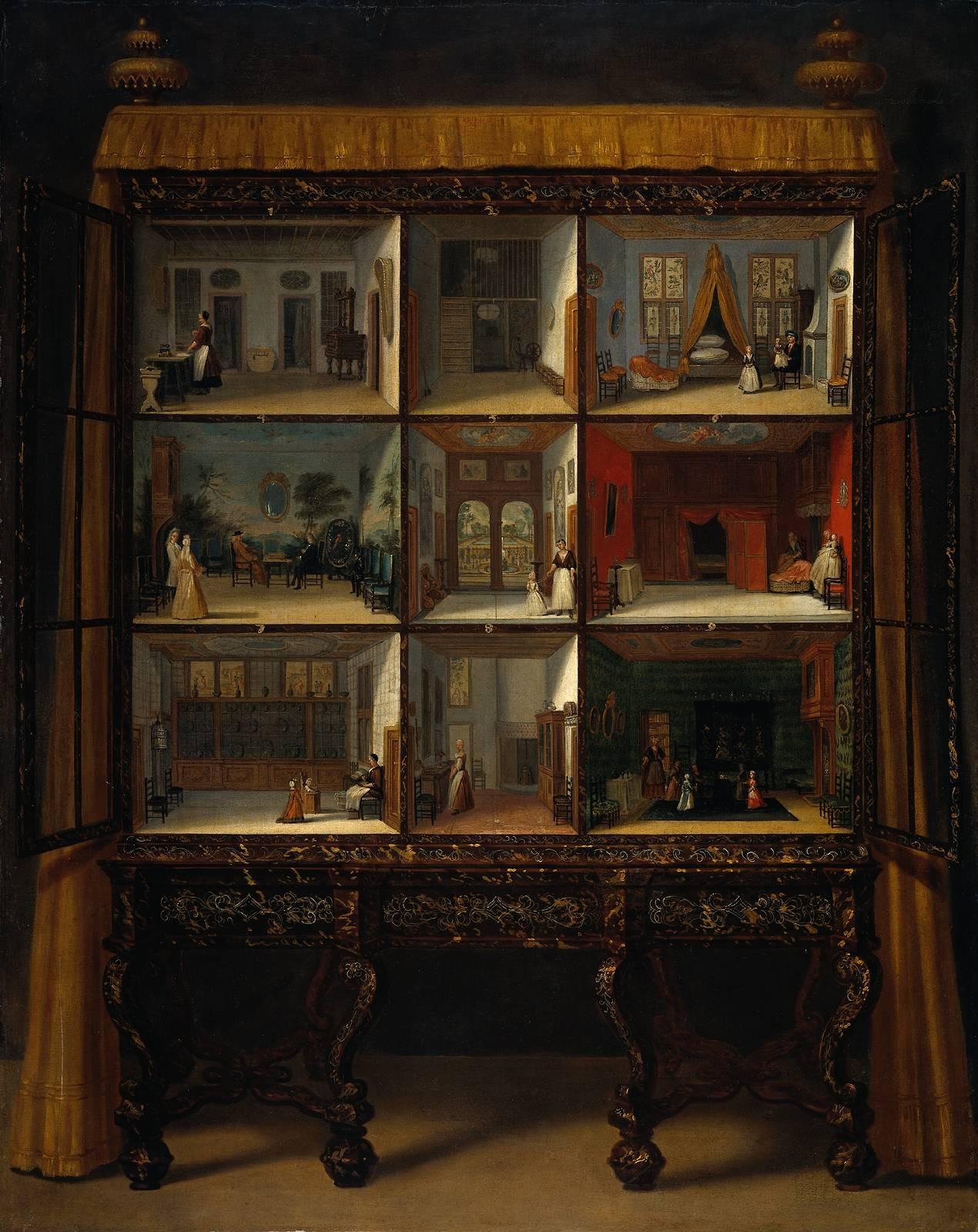
La maison de poupée de Petronella Oortman, datant de 1686-1705, peinte par Jacob Appel.

### Littérature
- 2018 : Les Secrets et enchantements de la maison de poupée de la reine d'Angleterre / Vita Sackville-West ; illustrations Kate Baylay. Paris : Grasset jeunesse, coll. "Lecteurs en herbe", 09/2018, 56 p.  (ISBN 978-2-246-81631-7) Un fantôme se cache dans la maison de poupée de la reine Mary sous l'apparence d'une jeune femme mystérieuse et mondaine. Elle est toujours en bonne compagnie et connaît très bien l'univers des contes, notamment les personnages, les objets et certaines scènes.
- 2014 : Miniaturiste, roman de Jessie Burton. À Amsterdam, à la fin du XVIIe siècle, une jeune fille reçoit de son époux, en guise de cadeau de mariage, une maison de poupée représentant leur propre intérieur et qui va jouer un rôle centrale dans l'intrigue.
- 1997 : Les Enfants du crépuscule de Serge Brussolo. Une maison de poupées géantes attire les touristes de tous les coins de la Floride, mais cet interminable labyrinthe cache un secret mortel.
- 1994 : Meurtre en miniature de François Rivière ; illustrations Floc'h. Paris : Dargaud, 1994.  (ISBN 2-205-04247-5)
- 1947 : The Dolls' House de Rumer Godden, roman qui a été adapté pour la série d'animation Tottie: The Story of a Doll's House (en).

### Collection
- Plaisirs casaniers : maisons de poupées du XIXe siècle / Musée alsacien de Strasbourg ; texte Elisabeth Shimells. Strasbourg : Musées de la ville de Strasbourg, coll. " Le cabinet de l'amateur" n° 13, 05/2016.  (ISBN 978-2-35125-141-6)